# Голинки
Голинки (рус. Голы́нки) насељено је место са административним статусом варошице (рус. посёлок городского типа) на западу европског дела Руске Федерације. Насеље је смештено у југоисточном делу Рудњанског рејона, на западу Смоленске области.
Према процени из 2014. у вароши је живело 3.446 становника.

## Географија
Варошица се налази око 45 km западно од града Смоленска, административног центра области, односно двадесетак километара југоисточно од рејонског центра Рудње. Кроз насеље пролазе важни железнички и друмски правци (регионални друм Р120 који повезују градове Орел и Смоленск са Витепском и даље са Ригом).

## Историја
Насеље Голинки основано је 1963. године као радничко насеље за арднике који су радили на оближњем налазишту тресета.

## Демографија
Према подацима са пописа становништва 2010. у варошици је живело 3.679 становника, док је према проценама за 2014. насеље имало 3.446 становника.
| 1979. | 1989. | 2002. | 2010. | 2014. |
| ----- | ----- | ----- | ----- | ----- |
| ---   | ---   | ---   | 3.679 | 3.446 |